# Campeonato Mundial de Esgrima de 1997
O Campeonato Mundial de Esgrima de 1997 foi a 59ª edição do torneio organizado pela Federação Internacional de Esgrima (FIE) entre 13 de julho a 19 de julho de 1997. O evento foi realizado em Cidade do Cabo, África do Sul. 

## Resultados
Os resultados foram os seguintes. 
Masculino
| Evento             | Ouro                                                                            | Prata                                                                                    | Bronze                                                                           |
| Espada individual  | França · Éric Srecki                                                            | Rússia · Pavel Kolobkov                                                                  | Polónia · Robert Andrzejuk                                                       |
| Espada individual  | França · Éric Srecki                                                            | Rússia · Pavel Kolobkov                                                                  | França · Robert Leroux                                                           |
| Espada por equipe  | Cuba · Nelson Loyola Torriente · Iván Trevejo Perez · Carlos Pedroso            | Alemanha · Arnd Schmitt · Michael Flegler · Mark Steifensand                             | Itália · Angelo Mazzoni · Sandro Cuomo · Alfredo Rota · Maurizio Randazzo        |
| Florete individual | Ucrânia · Sergei Golubitsky                                                     | Coreia do Sul Kim Young-ho                                                               | China · Wang Haibin                                                              |
| Florete individual | Ucrânia · Sergei Golubitsky                                                     | Coreia do Sul Kim Young-ho                                                               | França · Lionel Plumenail                                                        |
| Florete por equipe | França · Lionel Plumenail · Olivier Lambert · Franck Boidin · Laurent Bel       | Cuba · Rolando Tuckers Leon · Oscar García Pérez · Elvis Gregory Gil · Ignacio González  | Itália · Daniele Crosta · Alessandro Puccini · Stefano Cerioni · Salvatore Sanzo |
| Sabre individual   | Rússia · Stanislav Pozdnyakov                                                   | Itália · Luigi Tarantino                                                                 | Polónia · Rafal Sznajder                                                         |
| Sabre individual   | Rússia · Stanislav Pozdnyakov                                                   | Itália · Luigi Tarantino                                                                 | França · Damien Touya                                                            |
| Sabre por equipe   | França · Damien Touya · Jean-Philippe Daurelle · Gaël Touya · Matthieu Gourdain | Rússia · Stanislav Pozdnyakov · Sergey Sharikov · Grigory Kiriyenko · Aleksandr Shirshov | Hungria · Domonkos Ferjancsik · József Navarrete · György Boros · Csaba Köves    |

Feminino
| Evento             | Ouro                                                                                    | Prata                                                                     | Bronze                                                                                    |
| Espada individual  | Cuba · Mirayda Garcia Soto                                                              | Cuba · Zuleydis Ortíz                                                     | Espanha · Taymi Chappe                                                                    |
| Espada individual  | Cuba · Mirayda Garcia Soto                                                              | Cuba · Zuleydis Ortíz                                                     | Hungria · Gyöngyi Szalay                                                                  |
| Espada por equipe  | Hungria · Gyöngyi Szalay · Adrienn Hormay · Tímea Nagy · Hajnalka Király                | Alemanha · Imke Duplitzer · Claudia Bokel · Katja Nass · Eva-Maria Ittner | França · Laura Flessel-Colovic · Sophie Moressée-Pichot · Valérie Barlois · Elsa Girardot |
| Florete individual | Itália · Giovanna Trillini                                                              | Alemanha · Sabine Bau                                                     | Itália · Diana Bianchedi                                                                  |
| Florete individual | Itália · Giovanna Trillini                                                              | Alemanha · Sabine Bau                                                     | Alemanha · Monika Weber                                                                   |
| Florete por equipe | Itália · Giovanna Trillini · Diana Bianchedi · Valentina Vezzali · Annamaria Giacometti | Roménia · Laura Badea · Reka Szabo-Lazar · Roxana Scarlat · Mioara David  | Alemanha · Sabine Bau · Monika Weber · Rita Koenig · Gesine Schiel                        |

## Quadro de medalhas
| Ordem | País          | Medalha de ouro | Medalha de prata | Medalha de bronze |    |
| ----- | ------------- | --------------- | ---------------- | ----------------- | -- |
| 1     | França        | 3               |                  | 4                 | 7  |
| 2     | Cuba          | 2               | 2                |                   | 4  |
| 3     | Itália        | 2               | 1                | 3                 | 6  |
| 4     | Rússia        | 1               | 2                |                   | 3  |
| 5     | Hungria       | 1               |                  | 2                 | 3  |
| 6     | Ucrânia       | 1               |                  |                   | 1  |
| 7     | Alemanha      |                 | 3                | 2                 | 5  |
| 8     | Roménia       |                 | 1                |                   | 1  |
|       | Coreia do Sul |                 | 1                |                   | 1  |
| 10    | Polónia       |                 |                  | 2                 | 2  |
| 11    | China         |                 |                  | 1                 | 1  |
|       | Espanha       |                 |                  | 1                 | 1  |
| TOTAL | TOTAL         | 10              | 10               | 15                | 35 |